# Åheim
Åheim est un village de Norvège, situé dans la commune de Vanylven, dans le comté de Møre og Romsdal. Le village est situé le long de la rive de la partie intérieure du Vanylvsfjord. 
Le village est l’une des plus grandes zones urbaines de la commune, principalement en raison des opérations minières locales d’olivine. La carrière d’olivine est située dans le massif de péridotite d’Almklovdalen, à quelques kilomètres du village d’Åheim. Exploitée par Sibelco (anciennement North Cape Minerals, et à l’origine AS Olivin), la carrière encore active produit environ 2 millions de tonnes par an, avec des réserves estimées à plus de 400 ans. Les roches principales qui en sont extraites sont la dunite, le grenat-péridotite et l’olivine-webstérite. L’olivine est utilisée principalement par les industries de la construction, de la métallurgie, de la filtration et des abrasifs. Il existe même à Åheim un centre d’information, le Norsk Olivinsenter, sur les minéraux comme la chrysolite et l’éclogite, et les bijoux comme la péridotite, la pierre précieuse pure de l’olivinine. La région possède l’un des plus grands gisements au monde d’olivine.
La rivière Åheimselva traverse le village et va du lac Gusdalsvatnet au fjord. L’église historique Saint Jetmund est située près de l’embouchure de la rivière à Åheim. Il y a aussi à Åheim une école qui accueille les élèves de cette partie de la commune.
Åheim possède un climat tempéré océanique. La température moyenne annuelle à Åheim est de 7,6°C et la moyenne annuelle des précipitations est de 757,3 mm<.